# Lamoine (Maine)
Lamoine – miasto w Stanach Zjednoczonych, w stanie Maine, w hrabstwie Hancock.